# El baile (película de 1983)

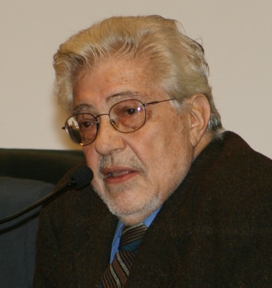
Ettore Scola.

El baile, originalmente llamado Le bal (en italiano: Ballando ballando, pronunciación en francés: /lə bal/, es una película musical e histórica italo-franco-argelina de 1983 dirigida por Ettore Scola. Narra una sala de baile francesa durante un periodo de cincuenta años.
La película fue nominada en los Premios Oscar como Mejor Película de habla no inglesa representando a Argelia y fue ganadora de 4 Premios César incluyendo Mejor Película y Mejor Director.

## Argumento

### Contenido
La película se sitúa en un mismo escenario (una sala de baile francesa) a lo largo de 50 años. Los personajes y acontecimientos van variando a lo largo del paso del tiempo, no hay protagonistas ni ninguna trama central, simplemente hechos puntuales de esas décadas que sirven para hacer un repaso a la historia de Francia en ese medio siglo. Para acabar de redondear la idea, no hay diálogos como ya dijimos y los diferentes personajes los interpretan el mismo elenco de actores caracterizado según la época que les corresponde.

### Sinopsis
Ettore Scola recorre la historia de Europa de los últimos cincuenta años, más concretamente la de Francia, a través de la música y del baile. Lo que pretende es reflejar los cambios políticos y sociales, y las tendencias en la moda, desde 1936 hasta la actualidad. Toda la acción se desarrolla en un salón de baile y sin necesidad de diálogos.

## Reparto

### Mujeres de la discoteca
- Geneviève Rey-Penchenat como la mujer con gafas negras
- Nani Noël como la mujer seria
- Raymonde Heudeline como la mujer con estola de visón y vestido rojo
- Danielle Rochard como la mujer con estola de visón y vestido púrpura
- Liliane Leotard como la mujer con vestido azul
- Monica Scattini como la mujer con dificultad visual
- Martine Chauvin como la mujer con vestido de piel de leopardo
- Anita Picchiarini como la mujer con peluca
- Chantal Capron como la modelo de vestido negro
- Rossana Di Lorenzo como la trabajadora

### Hombres de la discoteca
- Arnault LeCarpentier como el joven tipógrafo
- Michel Toty como el trabajador especializado
- François Pick como el estudiante
- Regis Bouquet como el pretendiente de la mujer seria y jefe de la sala
- Olivie Loiseau como el hermano menor del trabajador
- Christophe Allwright como elapuesto joven de los suburbios
- Étienne Guichard como el pretendientes de la mujer de vestido azul
- Francesco De Rosa como Toni, el camarero
- Aziz Arbia como el joven trabajador
- Jean-Claude Penchenat como el miembro de la 'Croix-de-Feu'
- Jean-François Perrier como el sacristán enamorado / oficial alemán
- Francesco De Rosa como Toni, el joven camarero
- Michel van Speybroeck como el hombre que viene de muy lejos / Jean Gabin
- Marc Berman como Collabo

## Premios y nominaciones
La película ha recibido múltiples premios internacionales
| Premio de entrega                  | Categoría                                         | Nominado                         | Resultado |
| ---------------------------------- | ------------------------------------------------- | -------------------------------- | --------- |
| Premios Oscar                      | Oscar a la mejor película extranjera              | Argelia                          | Nominada  |
| Berlin International Film Festival | Premio del jurado de "Berliner Morgenpost         | Ettore Scola                     | Ganadora  |
| Berlin International Film Festival | Oso al mejor Mejor Director                       | Ettore Scola                     | Ganador   |
| Berlin International Film Festival | Oso de oro                                        | Ettore Scola                     | Nominado  |
| Premios César                      | César a la mejor película                         | Franco Committeri                | Ganadora  |
| Premios César                      | César al mejor director                           | Ettore Scola                     | Ganador   |
| Premios César                      | César a la mejor música escrita para una película | Vladimir Cosma                   | Ganador   |
| Premios César                      | César a la mejor fotografía                       | Ricardo Aronovich                | Nominado  |
| David di Donatello                 | Alitalia Award                                    | Ettore Scola                     | Ganador   |
| David di Donatello                 | Mejor Película                                    | Franco Committeri                | Ganador   |
| David di Donatello                 | Mejor Director                                    | Ettore Scola                     | Ganador   |
| David di Donatello                 | Mejor banda sonora                                | Vladimir Cosma Armando Trovajoli | Ganadores |
| David di Donatello                 | Mejor Edición                                     | Raimondo Crociani                | Ganador   |
| David di Donatello                 | Mejor actriz de reparto                           | Rossana Di Lorenzo               | Nominada  |
| David di Donatello                 | Mejor Vestuario                                   | Ezio Altieri                     | Nominado  |